# Hochschild Mining
Hochschild Mining plc ist ein peruanisch-britisches Bergbauunternehmen, welches hauptsächlich in der Förderung und dem Vertrieb von Silber und Gold tätig ist. Das Unternehmen ist im Vereinigten Königreich registriert und betreibt seine Förderung in Südamerika. Das Unternehmen ist an der London Stock Exchange notiert und Bestandteil des FTSE 250 Index. Der Hauptaktionär ist der peruanische Geschäftsmann Eduardo Hochschild. Der Umsatz belief sich 2021 auf ca. 600 Millionen Pfund Sterling.

## Geschichte
Das Unternehmen wurde 1911 von Moritz „Mauricio“ Hochschild gegründet, einem der drei Zinnbarone Südamerikas. Er besaß Bergbaubetriebe in mehreren Ländern, darunter in Bolivien und Chile.
Das Unternehmen wurde 2006 erstmals an der Londoner Börse notiert und nahm im Juni 2007 die Mine San José in Argentinien, im August 2007 die Mine Moris in Mexiko und im September 2007 die Mine Pallancata im Süden Perus in Betrieb.
Im Jahr 2012 beschwerten sich Anwohner in Chumbivilcas über die Ares-Mine, woraufhin die peruanische Regierung beschloss, den Betrieb der Ares-Mine vorübergehend einzustellen, um eine Umweltprüfung durchführen zu können.
2015 wurde mit der Eröffnung der Mine Inmaculada das bisher größte Bergbauprojekt der Unternehmensgeschichte durchgeführt.

## Standorte
- Argentinien (San José)
- Peru (Arcata, Pallancata und Inmaculada)